# Vampyronassa rhodanica
Genre
Espèce
Vampyronassa rhodanica est une espèce éteinte de céphalopodes vampyromorphes disparus (calmar vampire), du Jurassique moyen (Callovien), décrite en 2002 d'après les restes fossiles d'une vingtaine d'individus découverts dans les années 1980 au lagerstätte de La Voulte-sur-Rhône.
C'est la seule espèce fossile clairement attribuable à la famille des Vampyroteuthidae, et l'une des deux seules espèces connues à ce jour. Elle atteste de l'origine très ancienne de la famille, et donc des vampyromorphes.

## Description
Vampyronassa rhodanica est très similaire à son cousin actuel, le vampire des abysses, Vampyroteuthis infernalis. Il possède quatre paires de tentacules, reliées par une membrane (velum), ainsi qu'une cinquième paire de bras, plus réduite, en position dorsale. Il est très probable que Vampyronassa rhodanica ait également porté des organes lumineux. Les scientifiques ont d'ailleurs observé sur certains spécimens des structures qui pourraient s'y rattacher.
Vampyronassa rhodanica vivait en milieu marin profond, à environ 200 m de profondeur, sur le talus continental. Bien qu'il ait vécu en zone aphotique, ce n'était donc probablement pas une espèce abyssale, comme son cousin. Son corps globalement plus fuselé, deux tentacules brachiaux plus développés que les six autres, et une musculature plus importante semblent également attester qu'il devait être un prédateur plus actif que Vampyroteuthis.